# Daniel Ginczek
Daniel Ginczek, född 13 april 1991 i Arnsberg, är en tysk fotbollsspelare som spelar för Fortuna Düsseldorf.

## Karriär
Den 29 januari 2022 värvades Ginczek av Fortuna Düsseldorf, där han skrev på ett 2,5-årskontrakt.